# 아가보디 8세
아가보디 8세(Aggabodhi VIII, 787년 ~ 827년)는 9세기 시대 아누라다푸라 왕국의 람바카나 제2왕조 제10대 군주였다.

## 같이 보기
- 스리랑카의 역사